# Cantone di Sceaux
Il Cantone di Sceaux era una divisione amministrativa dell'arrondissement di Antony.
A seguito della riforma approvata con decreto del 26 febbraio 2014, che ha avuto attuazione dopo le elezioni dipartimentali del 2015, è stato soppresso.

## Composizione
Comprendeva parte del comune di Châtenay-Malabry e il comune di Sceaux.